# Asaj
Asaj (svenska: henne) är en låt på albanska framförd av sångerskan Nilsa Hysi. Med låten debuterar Hysi i Festivali i Këngës 54 i december 2015.
Låten är skriven av Hysi själv, medan musiken är komponerad av Indri Topi. Låten är Hysis första bidrag i Festivali i Këngës. Den släpptes den 4 december 2015 då den spelades på Radio Tirana samt laddades upp på festivalens officiella webbplats.
Hysi kommer att delta med låten i den första semifinalen av tävlingen den 25 december 2015 vilket blir första gången låten framförs live.